# Kraftpapier

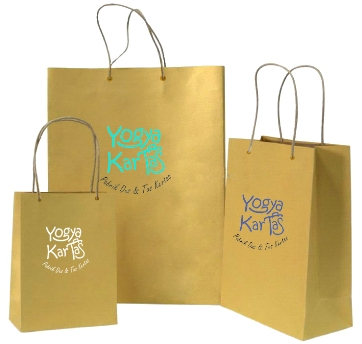
Boodschappentassen uit kraftpapier

Kraftpapier is een papiersoort die gemaakt is met het kraftprocedé (ook: sulfaatprocedé). Het is een poreuze, stevige papiersoort die geschikt is voor biologisch afbreekbare en recycleerbare verpakkingen, boodschappentassen, papieren zakken, grote enveloppen en soortgelijke toepassingen. Ook dient het als kaftpapier ter bescherming van (school)boeken. Bij het boekbinden wordt kraftpapier gebruikt in de Engelse rug (holle rug) en kunnen schutvellen gemaakt zijn van gebleekt kraftpapier.
De grondstof voor het kraftprocedé is naaldhout, bij voorkeur houtsoorten met lange vezels zoals spar en den. In het kraftprocedé worden houtsnippers behandeld met sulfaat en loog; daarbij lost het lignine op. Na verwijdering van het lignine bevat de achterblijvende celstof vrijwel zuiver cellulose. Hieruit wordt kraftpapier gemaakt, dat sterker is dan lignine-houdend papier. De papierpulp in het kraftprocedé is donker van kleur en normaal kraftpapier is dat ook, zoals het normale bruine inpakpapier. De pulp kan gebleekt worden om lichter papier te verkrijgen. Het gewicht varieert van 40 tot 180 g/m2.